# Biriwa

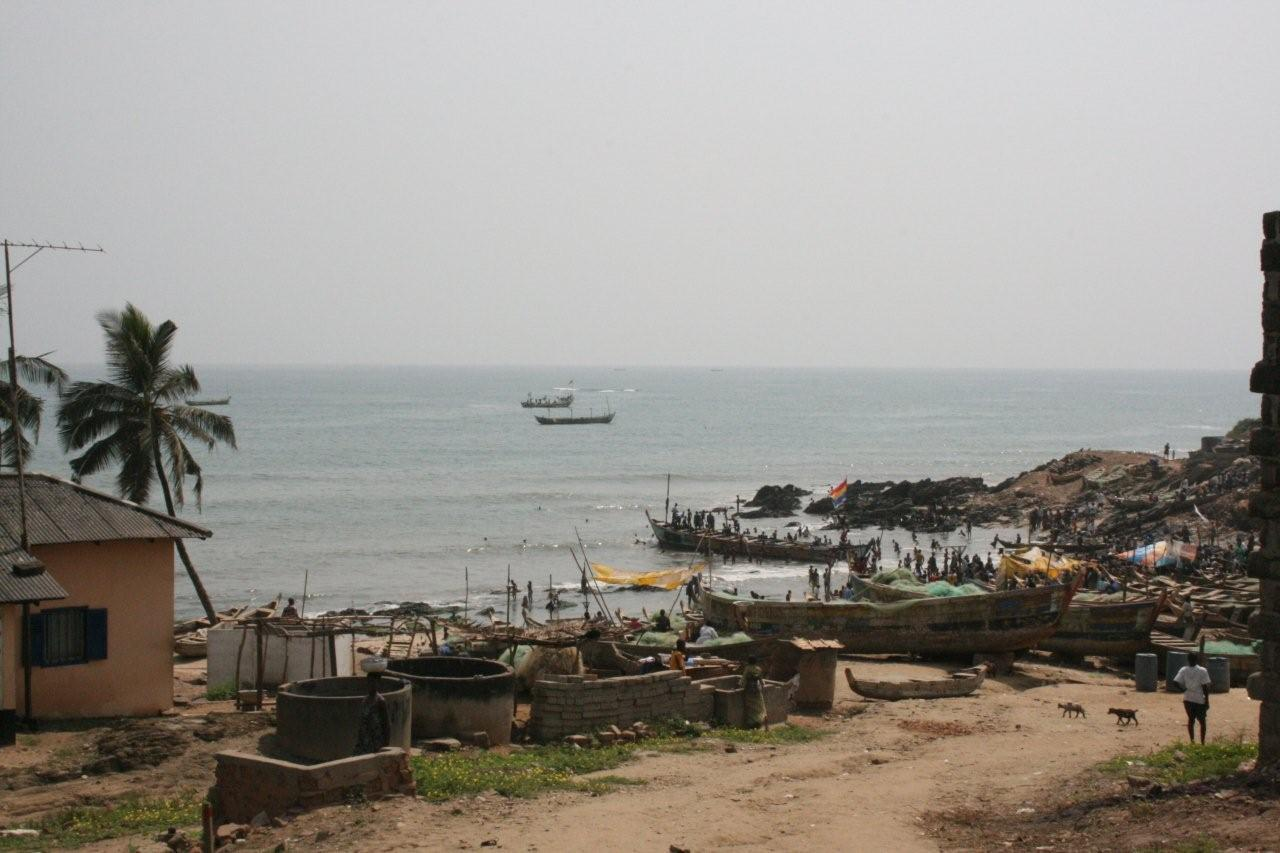
Hafen von Biriwa

Biriwa ist ein Fischerdorf am Golf von Guinea im  Distrikt Mfantsiman der Central Region von Ghana. Der Ort liegt 14 Kilometer östlich der Stadt Cape Coast bzw. 5 Kilometer westlich von Anomabo.
Es gibt in dem Ort eine Berufsschule für Handwerker, die aus deutschen Spendenmitteln finanziert wurde, und seit 2005 ein medizinisches Zentrum, das Baobab Medical Center. Das Dorf ist touristisch erschlossen, es gibt ein deutsch geführtes Hotel und einen Campingplatz.
Koordinaten: 5° 10′ N, 1° 9′ W